# La Cène (Vasari)
Pour les articles homonymes, voir La Cène.
La Cène est un tableau réalisé par le peintre italien Giorgio Vasari en 1545 à Rome. De format horizontal, cette peinture à l'huile exécutée sur un panneau en bois de peuplier est une peinture chrétienne qui représente la Cène, avec les Douze Apôtres assis autour de Jésus-Christ à une table ronde à la nappe blanche.
Partie d'une cycle de dix-huit tableaux destinés à l'église San Giovanni a Carbonara, à Naples, l'œuvre est conservée au musée des Beaux-Arts et d'Archéologie de Troyes, à Troyes, dans l'Aube, en France. Déposée sur place par le musée du Louvre, à Paris, à compter de 1876, elle appartient à la commune depuis qu'en 2019 l'État lui a transféré sa propriété à titre gratuit.